# Frederick Koch
Frederick Charles Koch (Cleveland, 4 april 1923 – september 2005) was een Amerikaanse componist, muziekpedagoog, dirigent en pianist.

## Levensloop
Koch studeerde muziek aan het Cleveland Institute of Music van zijn geboortestad. Hij moest zijn studies onderbreken en werd gedurende de Tweede Wereldoorlog ingelijfd bij het 172e veldartillerie bataljon van het Amerikaanse leger en naam deel aan de bevrijding van Frankrijk en België. Tijdens de gevechtspauzen vond hij rust om te componeren. Alhoewel de première van een door hem gecomponeerde muzikale komedie op de kerstdagen 1944 zal plaatsvinden, moest zij vertraagd worden, omdat het hele bataljon bij gevechten was ingezet. En zo kwam het, dat de première op 2 februari 1945 in het Belgische Namen plaatsvond. Zijn tweede muzikale show ging in première bij de viering van een overwinningsfeest van de Amerikaanse strijdkrachten in Eschwege in de Duitse deelstaat Hessen. Na de oorlog zette hij zijn muziekstudies voort aan het Cleveland Institute of Music en behaalde zijn Bachelor of Music in 1949. Vervolgens studeerde hij aan de Case Western Reserve University in Cleveland en behaalde zijn Master of Music in 1950. Tot zijn docenten behoorden Leonard Shure, Arthur Loesser, Beryl Rubenstein voor piano alsook Arthur Shepherd, Herbert Elwell voor compositie. Verdere studies in compositie maakte hij bij Bernard Rogers en Henry Cowell aan de Eastman School of Music in Rochester, waar hij met een orkestwerk ter eer van John F. Kennedy een eerste prijs tijdens de competitie van de "Benjamin Award" won en promoveerde tot Doctor of Musical Arts.
In 1955 richtte hij samen met zijn vrouw en zangdocente Joyce Rowbotham in Rocky River de Koch School of Music op, die aan het einde van de jaren 1980 naar Lakewood verhuisde en hun naam in Riverside Academy of Music veranderde. Deze school fusioneerde later met het Beck Center for the Arts. Naast zijn docentenwerk aan zijn eigen muziekschool was hij als docent eveneens verbonden aan het Baldwin-Wallace College Conservatorium in Berea en aan het Cuyahoga Community College’s Western Campus in Cleveland. Om jonge muziektalenten te promoten, richtte hij samen met anderen de West Shore Concert Series op. 
Als componist schreef hij werken voor verschillende genres, werken voor orkest, harmonieorkest, muziektheater, veel vocale muziek en kamermuziek. Hij schreef meer dan 300 werken. Koch was een lid van de American Society of Composers, Authors and Publishers (ASCAP).

## Composities

### Werken voor orkest
- 1963: – River Journey, suite voor orkest
- 1964: – Memorial – in memory of the late President John F. Kennedy, voor orkest
- 1965: – Astronaut, symfonische suite voor zangstem en orkest
- 1972: – Dance Overture, voor kamerorkest
- 1972: – Kleine Symfonie nr. 1, voor orkest
  1. Allegro Agigtato
  2. Lento (in memory of John F. Kennedy)
  3. Theme with...
- 1972: – Veltin Fantasy, voor hobo en strijkorkest
- 1974: – Concertino, voor saxofoon en orkest
- 1975: – Overture for America, voor orkest en bandrecorder
- 1976: – Concerto sonica, voor 2 piano's en orkest
- 1980: – Concertino, voor piano en orkest
- 2002: – Triptych, voor piano en kamerorkest

### Werken voor harmonieorkest
- 1969: – Soundings, voor altsaxofoon en harmonieorkest – ook bekend als: Two movements
- 1974: – Composites, voor harmonieorkest – bewerkt door Robert E. Nelson
- 1974: – Concertino, voor saxofoon en harmonieorkest
- 1989: – Luminosity, voor harmonieorkest
- 1991: – Summer Day, voor harmonieorkest

### Muziektheater

#### Opera
| Voltooid in | titel                     | aktes | première                                     | libretto       |
| ----------- | ------------------------- | ----- | -------------------------------------------- | -------------- |
| 1984        | The Shepherds, kerstopera |       | 1984, Cleveland, West Shore Unitarian Church | Seymour Reiter |

#### Musical
- 1974: – Comedy of Errors, musical voor kinderen – libretto: William Shakespeare

### Werken voor koor
- 1973: – Praise the Lord – Psalm 150, voor gemengd koor, 3 trompetten, 3 trombones en slagwerk

#### Liederen
- 1953: – River Night, voor middenstem en piano – tekst: Frances Frost
- 1954: – Carols in the Snow, voor zangstem en piano – tekst: Vernon Joyce, pseudoniem van: Joyce Lillian Koch
- 1954: – The Song of the shipless Sailor, voor zangstem en piano – tekst: Jane Anne Ellstrom
- 1954: – Heather in bloom, voor zangstem en piano – tekst: Mabel Grey Gehring
- 1959: – The Children's Set, voor middenstem en piano, op. 18 – tekst: Dorothy Aldis
- 1960: – Feed my Lambs, voor middenstem en piano – tekst: Denice R. Koch
- 1962: – Stopping by a Woods on a snowy Evening, voor zangstem en piano – tekst: Robert Frost
- 1963: – Be not afraid, voor zangstem en piano – tekst: Denice R. Koch
- 1963: – The Bread of Life, voor mezzosopraan en piano – tekst: Denice R. Koch
- 1970: – 5 liederen, voor middenstem en geprepareerd piano – tekst: Barbara Angell
  1. Re-encounter
  2. Fox's song
  3. On the rim of sleep
  4. Rooms
  5. Passage
- 1972: – Trio Of Praise, voor alt, altviool en piano – tekst: Joseph Joel Keith
- 1973: – Five Sacred Solos, voor middenstem en piano 
  1. Be thou exalted
  2. I'll go where you want me to go
  3. The resurrection
  4. Glory to God
  5. Let us love
- 1974: – Great Spaces, voor hoge zangstem en piano – tekst: Howard Moss
- 1979: – It is all Music, voor middenstem en piano – tekst: Barbara Angell
- 1982: – Triptych, voor mezzosopraan, dwarsfluit, klarinet en piano – tekst: Barbara Angell
  1. Future
  2. Roy G Biv
  3. What is?
- 1984: – Music, voor hoge zangstem en piano – tekst: Ralph Waldo Emerson
- 1990: – Journeys of Love, voor bariton en piano – tekst: Ilsa Gilbert
- 1991: – 7.00 p.m., voor middenstem en piano – tekst: Barbara Angell
- 1991: – Lady Capricorn, voor middenstem en piano – tekst: Barbara Angell
- 1992: – Zes liederen, voor zangstem en piano – tekst: Janice Power
- 1997: – Seven Sacred Solos from Poems of Mary Baker Eddy (1821-1910), voor zangstem en toetseninstrument
- 1998: – Fly, Firefly, voor zangstem en piano – tekst: Ron Singer
- 1998: – Old Apple Tree, voor zangstem en piano – tekst: Ron Singer
- 2003: – Seascape Questions, voor zangstem en piano – tekst: Ron Singer
- – Blue Monday, zangcyclus voor zangstem en piano – tekst: Langston Hughes
- – Ground Zero, voor zangstem en piano – tekst: Janice Power
- – Hail! Hoot owl ; An expert, voor bariton en piano – tekst: Ilsa Gilbert
- – I Hear Some Dream, voor zangstem en piano – tekst: Barbara Angell
- – Mirrored View, voor tenor en harp
- – O’er Waiting Harpstrings of the Mind, voor sopraan en piano
- – Once, voor bariton en piano – tekst: Janice Power
- – Seven Sacred Songs, voor zangstem en piano

### Kamermuziek
- 1962: – Three Pictures, voor viool en piano
- 1963: – The St. Lawrence, voor strijkkwartet, op. 32
- 1963: – Strijkkwartet nr. 1 (gebaseerd op Hebreeuwse thema's), op. 38
- 1964: – Strijkkwartet nr. 2 (met zangstem)
- 1965: – Fantasie, voor cello en piano
- 1966: – Sound Particles, voor spreker, piano en slagwerk – tekst: E.E. Cummings
- 1970: – Five Pops, voor trompet en piano
- 1970: – Scherzo, voor blaaskwintet (dwarsfluit, hobo, klarinet, hoorn en fagot)
- 1972: – Four Phases, voor strijkkwartet
- 1972: – Monadnock Cadenzas & Variations, voor 8 instrumenten (klarinet, trompet, vibrafoon, 2 violen, altviool, cello, contrabas), bandrecorder en zangstem (zonder tekst)
- 1972: – Two Movements, voor hoorn en piano
- 1976: – Barometric Readings, voor toetseninstrument, bandrecorder en slagwerkkwartet
- 1977: – Analects, voor saxofoonkwartet
- 1978: – Music for the Theater, voor koperkwintet (2 trompetten, hoorn, trombone en tuba)
- 1979: – City moon, voor dwarsfluit, vocalise en piano
- 1980: – Kwartet, voor dwarsfluit, 2 slagwerkers en toetseninstrument
- 1981: – 5/9 : Five Pieces for Nine Players
- 1981: – Dialogue, voor orgel en trompet
- 1981: – Games Brass Members Play, voor koperkwintet
- 1982: – Caricature, voor dwarsfluit en gedeeltelijk geprepareerd piano
- 1984: – Recollections, voor 2 piano's en harp
- 1985: – Avataric impressions, voor gedeeltelijk geprepareerd piano en bandrecorder
- 1991: – Sound Pictures, voor hoorn en piano
- 1991: – Three impressions, voor trompet en piano
- 1992: – Expectation, voor trombone en piano
- 1992: – Incessant motion, voor klarinet en piano
- 1992: – Introduction, Aria, and Rondo, voor tuba en piano
- 1992: – Suite, voor trombonekwartet
- 1992: – Suite, voor viool en piano
- 1993: – Sonatina, voor klarinet en piano
- 1993: – Expostulation, voor dwarsfluittrio
- 1993: – Three Latin Moods, voor altsaxofoon en piano
- 1994: – Concertino, voor altsaxofoon, piano en slagwerk
- 1994: – Fantasy, voor altviool en piano
- 1995: – Trio nr. 1, voor viool, cello en piano
- 1996: – Apocalyptic, voor sopraansaxofoon en piano
- 1996: – Lucence, voor harp, dwarsfluit en altviool
- 1997: – Strijkkwartet nr. 4 (met slagwerk: vibrafoon, glockenspiel, kleine trom, woodblocks en hangende bekkens)
- 1998: – Sonate, voor cello en piano
- 2000: – Three Soliloquies, voor dwarsfluit en piano
- – Configuration, voor trompet en orgel
- – Contrasts, voor altsaxofoon en piano
- – Kaleidoscope, voor dwarsfluit, altsaxofoon en piano
- – Images, voor dwarsfluit, altsaxofoon en piano
- – Trinitas, voor dwarsfluit, cello en harp

### Werken voor piano
- 1950: – Sonatina (nr. 1)
- 1951: – Dreamy Melody
- 1955: – Five Children's Pieces
- 1955: – From the Highlands
- 1962: – Golliwog's Dance, voor piano vierhandig
- 1962: – Two Impressions, voor 2 piano's, op. 27
- 1963: – Anniversary Toccata
- 1965: – Capers
- 1966: – March of the Circus Clowns
- 1969: – Carols from many Nations
- 1969: – It takes two, 6 stukken voor piano vierhandig
- 1974: – Ohio City Rags
- 1974: – Sonatina nr. 2
- 1976: – 12/12, voor 2 piano's
- 1976: – Five memories, suite
- 1977: – Sonics
- 1978: – Four Dance Episodes
- 1994: – Five Preludes
- 2000: – Christmas fantasy, voor piano vierhandig
- – Antithesis, voor 2 piano's
- – Quite Music
- – Toccata

### Werken voor harp
- 1972: – Hexadic Dance
- – In memoriam aeternam, to Jay T. Morgan
- – Nocturne

### Werken voor slagwerk
- 1972: – Microcosm, voor slagwerkkwartet, elektronische klanken en filmsequenties
- 1977: – Continuum 1 for multiple drums, voor slagwerkensemble en bandrecorder

### Pedagogische werken
- 1973: – Piano Music for the Young

## Publicaties
- Reflections on Composing: Four American Composers : Herbert Elwell, Arthur Shepherd, Bernard Rogers, Henry Cowell, Pittsburgh, PA: Carnegie Mellon University Press, 1983. ISBN 978-0-915-60420-3